# Zdzisław Pilecki
Zdzisław Pilecki (ur. 26 stycznia 1941 w Siennie) – polski polityk i dziennikarz, wiceprzewodniczący Tymczasowej Rady Krajowej PRON, poseł na Sejm PRL VIII kadencji z ramienia Chrześcijańskiego Stowarzyszenia Społecznego z okręgu Gdańsk.
Uzyskał wykształcenie wyższe niepełne. W latach 60. był współzałożycielem Elbląskiego Towarzystwa Kulturalnego, w którym pełnił funkcję kierownika sekcji literackiej. Był również wiceprezesem Stowarzyszenia Społeczno-Kulturalnego „Pojezierze”. Współpracował ponadto z „Dziennikiem Bałtyckim”, kierował też oddziałem redakcji „Za i przeciw”. Zasiadał przez dwie kadencje w Wojewódzkiej Radzie Narodowej w Gdańsku. Uczestniczył w pracach Berlińskiej Konferencji Katolików, a także Chrześcijańskiej Konferencji Pokoju.
Od 1980 do 1985 pełnił mandat posła na Sejm PRL. Zasiadał w Komisjach: Administracji, Gospodarki Terenowej i Ochrony Środowiska; Handlu Wewnętrznego, Drobnej Wytwórczości i Usług; Kultury i Sztuki (następnie: Kultury); Do Spraw Samorządu Pracowniczego Przedsiębiorstw; Nadzwyczajnej do rozpatrzenia projektu ustawy o Spółdzielniach i ich Związkach; Nadzwyczajnej do rozpatrzenia projektu ustawy o Radach Narodowych i Samorządzie Terytorialnym; Nadzwyczajnej do rozpatrzenia projektu ustawy – Ordynacja Wyborcza do Sejmu PRL.
W okresie PRL był działaczem ChSS i UChS, przewodniczącym Oddziału Wojewódzkiego w Gdańsku oraz wiceprzewodniczącym Zarządu Głównego. W latach 90. związany z Polską Unią Socjaldemokratyczną i Chrześcijańską Demokracją III RP. 6 kwietnia 2004 został prezesem zarządu spółki „Congressus”.
Otrzymał Krzyż Kawalerski Orderu Odrodzenia Polski i Złoty Krzyż Zasługi.